# Lijst van ruimtevluchten naar Venus
Sinds 1961 zijn er ongeveer 30 ruimtevluchten naar Venus geweest.
Venus is door de temperatuur (± 500 °C), druk (± 92 bar), weersomstandigheden en chemie (CO2; H2SO4;) van de atmosfeer en het actieve vulkanisme een weinig gastvrije planeet. Door de barre condities aan het oppervlak houden ruimteschepen die erin slagen een zachte landing uit te voeren, het hooguit enkele uren uit. Indien een lander aan de oppervlakte langer dan een half uur functioneert, geldt dit al als een geslaagde missie. Venus heeft een sterk broeikaseffect, wat het nadenken over de opwarming van de Aarde sterk bevorderde. Er zijn enkele lanceringen weggelaten waarbij de sonde niet in een baan naar of langs Venus kwam.
Zwaartekrachtsslinger: Galileo en Cassini-Huygens maakten gebruik van de zwaartekracht van Venus om voldoende snelheid te krijgen voor hun reis naar Jupiter en Saturnus; Mariner 10 voor zijn reis naar Mercurius.
Gebruikte afkortingen
- USSR: Unie van Socialistische Sovjetrepublieken (in 1991 opgeheven)
- NASA: Lucht- en ruimtevaartorganisatie van de Verenigde Staten
- ESA: European Space Agency (samenwerkingsverband Europese landen inzake ruimtevaart)

| Nr.      | Missie                 | Land / Organisatie | Lanceerdatum                  | Aankomst Venus                       | Einde missie                           | Type                                     | Resultaten of bijzonderheden                                                                                        |
| -------- | ---------------------- | ------------------ | ----------------------------- | ------------------------------------ | -------------------------------------- | ---------------------------------------- | --- |
| 1        | Spoetnik 7             | USSR               | 4 februari 1961               | Mislukt                              | 4 februari 1961                        | Atmosferische metingen                   | Storing in 4e trap, teruggevallen 26 februari 1961.                                                                 |
| 1        | Venera 1               | USSR               | 12 februari 1961              | 19 mei 1961                          | 4 maart 1961                           | Scheervlucht                             | Contact verloren op 7½ miljoen km van Aarde, Venus gemist op 100.000 km                                             |
| 2        | Mariner 2              | NASA               | 27 augustus 1962              | 14 december 1962                     | 3 juni 1963                            | Scheervlucht                             | Eerste geslaagde vlucht naar Venus; temperatuur (bijna 500 °C) en atmosfeer kooldioxide en zwavelzuur.              |
| 3        | Zond 1                 | USSR               | 2 april 1964                  | 19 juli 1964                         | 25 mei 1964                            | Zachte landing                           | Contact onderweg verloren, Venus gepasseerd op 100.000 km.                                                          |
| 4        | Venera 2               | USSR               | 12 november 1965              | 27 februari 1966                     | 4 maart 1966                           | Scheervlucht                             | Contact verloren tijdens vlucht, Venus gepasseerd op 24.000 km.                                                     |
| 5        | Venera 3               | USSR               | 16 november 1965              | 1 maart 1966                         | 16 februari 1966                       | Landingscapsule                          | Harde landing (automatische afstoting), geen gegevens ontvangen                                                     |
| 6        | Venera 4               | USSR               | 12 juni 1967                  | 18 oktober 1967                      | idem                                   | Poging tot landing                       | 25 km boven oppervlak defect; stuurde gegevens atmosfeer                                                            |
| 7        | Mariner 5              | NASA               | 14 juni 1967                  | oktober 1967                         | oktober 1968                           | Scheervlucht                             | Onderzocht atmosfeer met radiogolven en in uv-licht. Zonnedeeltjes onderzoeken en magnetisch veld boven de planeet. |
| 8        | Venera 5               | USSR               | 5 januari 1969                | 16 mei 1969                          | idem                                   | Lander                                   | 53 minuten gegevens atmosfeer.                                                                                      |
| 9        | Venera 6               | USSR               | 10 januari 1969               | 17 mei 1969                          | idem                                   | Atmosfeer afdaling                       | Onderzoek atmosfeer 51 min                                                                                          |
| 10       | Venera 7               | USSR               | 17 augustus 1970              | 15 december 1970                     | na 23 minuten                          | Landing                                  | Na landing 23 minuten contact met de aarde.                                                                         |
| 11       | Venera 8               | USSR               | 27 maart 1972                 | 22 juli 1972                         | idem                                   | Landing                                  | 50 minuten contact                                                                                                  |
| 12       | Mariner 10             | NASA               | 3 november 1973               | 5 april 1974                         | 24 maart 1975                          | Scheervlucht op weg naar Mercurius       | gedetailleerde foto's van de atmosfeer in ultra-violet                                                              |
| 13       | Venera 9               | USSR               | 8 juni 1975                   | 22 oktober 1975                      | idem (lander)                          | Lander                                   | Foto's van de planeet.                                                                                              |
| 14       | Venera 10              | USSR               | 14 juni 1975                  | 25 oktober 1975                      | idem (lander)                          | Lander                                   | Foto's van de planeet.                                                                                              |
| 15 en 16 | Pioneer Venus 1+ 2     | NASA               | 1: 20 mei 1978, 2: 08-08-1978 | 1: 4 december 1978, 2: 9 december 78 | 1: oktober 1992                        | 1: omloopbaan, 2: harde landing          | Satelliet + 4 atmosferische sondes.                                                                                 |
| 17       | Venera 11              | USSR               | 2-9 1978                      | 23 december 1978                     | 60 en 110 minuten                      | Scheervlucht                             | ; o.a daarna waarnemen gammaflitsen en lander; onderzoek bodem, helaas zat lenskap vast.                            |
| 18       | Venera 12              | USSR               | 14 september 1978             | 19 december 1978                     | 60 en 110 minuten                      | Scheervlucht                             | ; o.a daarna waarnemen gammaflitsen en lander; onderzoek bodem, helaas zat lenskap vast.                            |
| 19       | Venera 13              | USSR               | 30 oktober 1981               | 1 maart 1982                         | 127 minuten en                         | Fly-by en lander                         | Bodemonderzoek en kleurenfoto's; gammaflitsen waargenomen                                                           |
| 20       | Venera 14              | USSR               | 4 november 1981               | 5 maart 1982                         | 127 minuten en 57 minuten              | Fly-by en lander                         | Bodemonderzoek en kleurenfoto's; gammaflitsen waargenomen                                                           |
| 21       | Venera 15              | USSR               | 2 juni 1983                   | 10 oktober 1983                      | 10 juli 1984                           | Polaire baan                             | Venus in kaart gebracht met radar.                                                                                  |
| 22       | Venera 16              | USSR               | 10 juni 1983                  | 11 oktober 1983                      | juni 1985                              | Polaire baan                             | Venus in kaart gebracht met radar.                                                                                  |
| 23       | Vega 1                 | USSR en anderen    | 15 december 1984              | 11 juni 1985                         |                                        | Scheervluchten; landers en weerballonnen | Geslaagd, verder naar komeet van Halley.                                                                            |
| 24       | Vega 2                 | USSR en anderen    | 21 december 1984              | 15 juni 1985                         |                                        | Scheervluchten; landers en weerballonnen | Geslaagd, verder naar komeet van Halley.                                                                            |
| 25       | Magellan               | NASA               | 4 mei 1989                    | 10 augustus 1990                     | radiocontact verloren 12 oktober 1994  | Satelliet                                | In kaart brengen 84% van oppervlak door radar.                                                                      |
| 26       | Galileo (ruimtesonde)  | NASA               | 18 oktober 1989               | 10 februari 1990                     |                                        | Scheervlucht Venus                       | Op weg naar Jupiter. Doel bereikt in 1995, missie duurde tot 2003.                                                  |
| 27       | Cassini-Huygens        | NASA               | 15 oktober 1997               | 26 april 1998; 24 juni 1999          |                                        | Scheervluchten                           | Op weg naar Saturnus                                                                                                |
| 28       | MESSENGER              | NASA               | 3 augustus 2004               | 24 oktober 2006; 6 oktober 2007      | 30 april 2015 neergestort op Mercurius | Satelliet                                | Baan om Mercurius 18 maart 2011                                                                                     |
| 29       | Venus Express          | ESA                | 9 november 2005               | 28 april 2006                        | geen contact meer                      | Satelliet                                | |
| 30       | Akatsuki (ruimtesonde) | Japan              | 20 mei 2010                   | 7 december 2015                      |                                        |                                          | Op 7 december 2015 in een afwijkende baan om Venus gebracht                                                         |

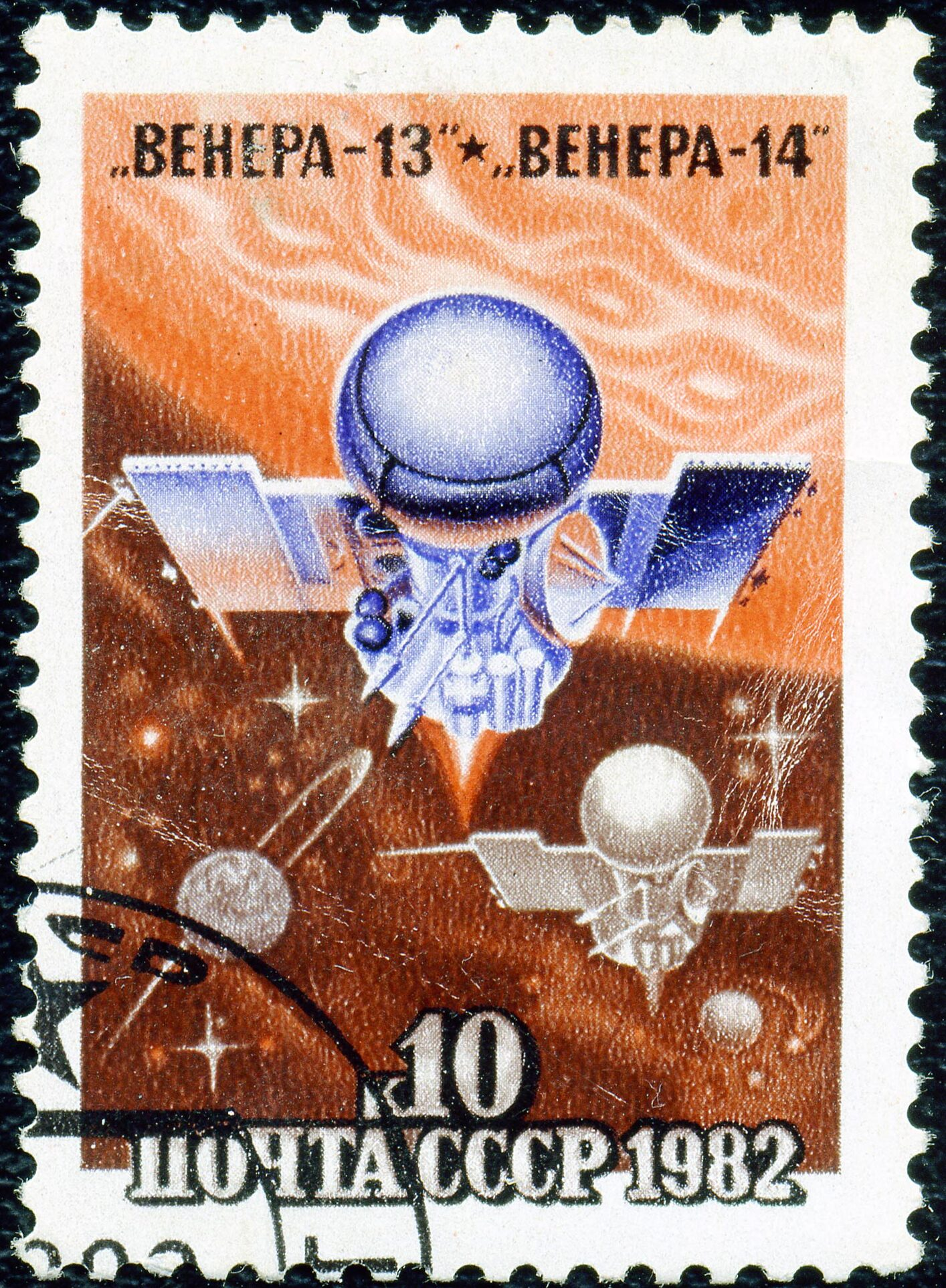
Postzegel tgv Venera 13 en 14
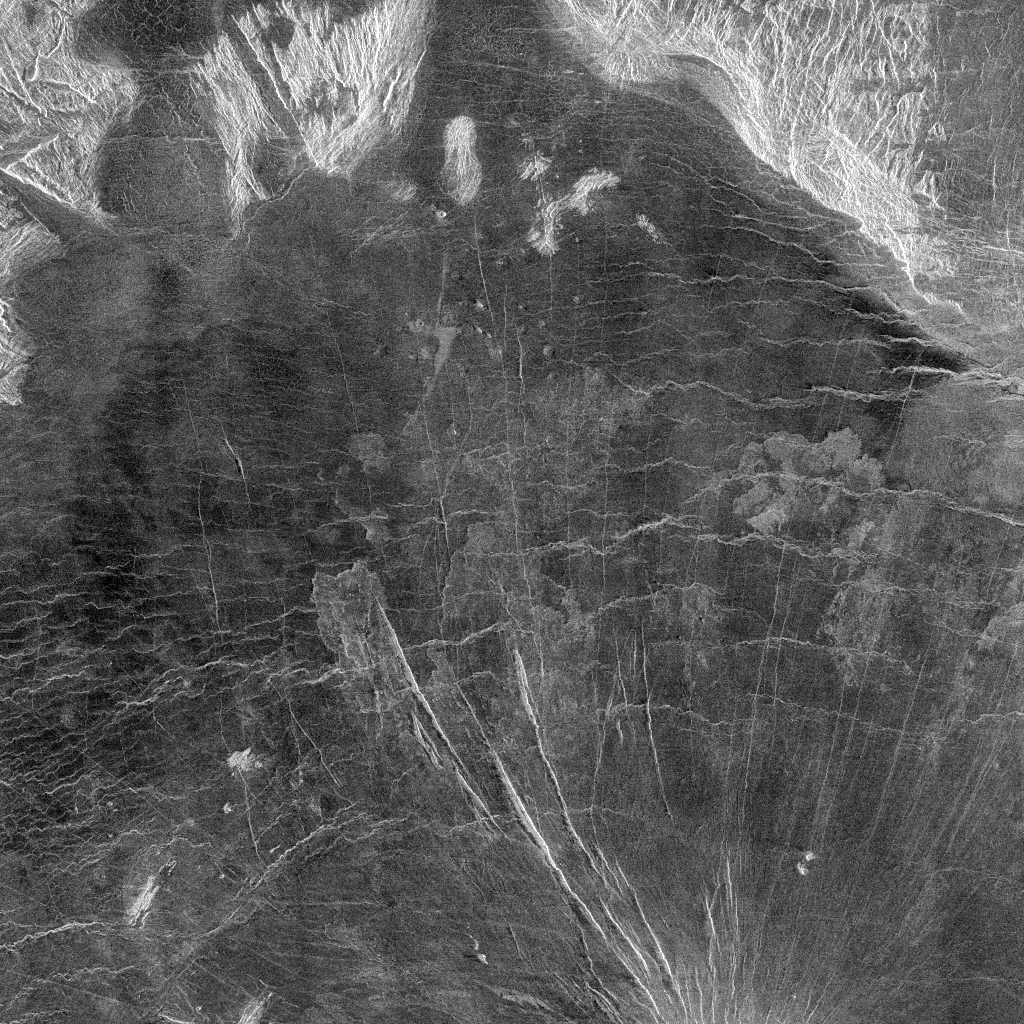
landingsplaats Venera 10; Magellan
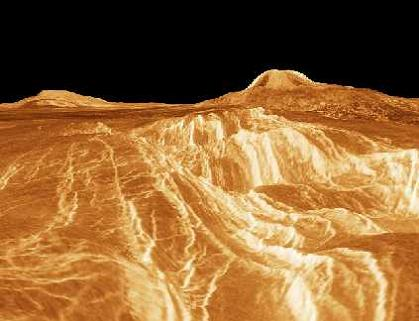
Magellan radarfoto
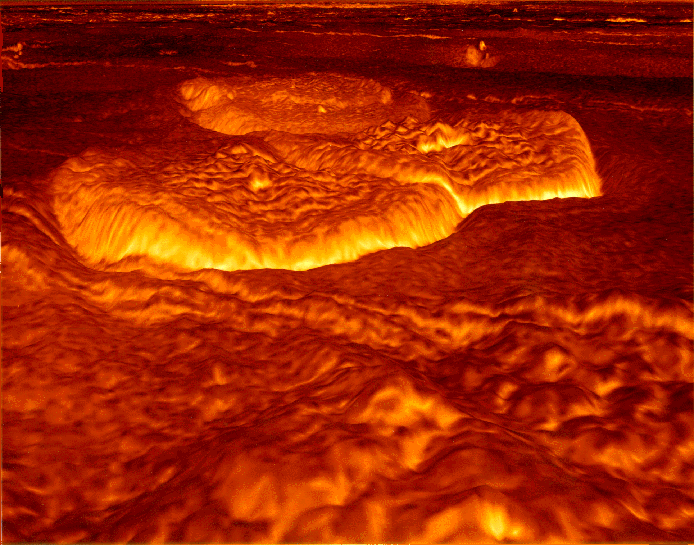
Radarfoto vulkanisme (Magellan)
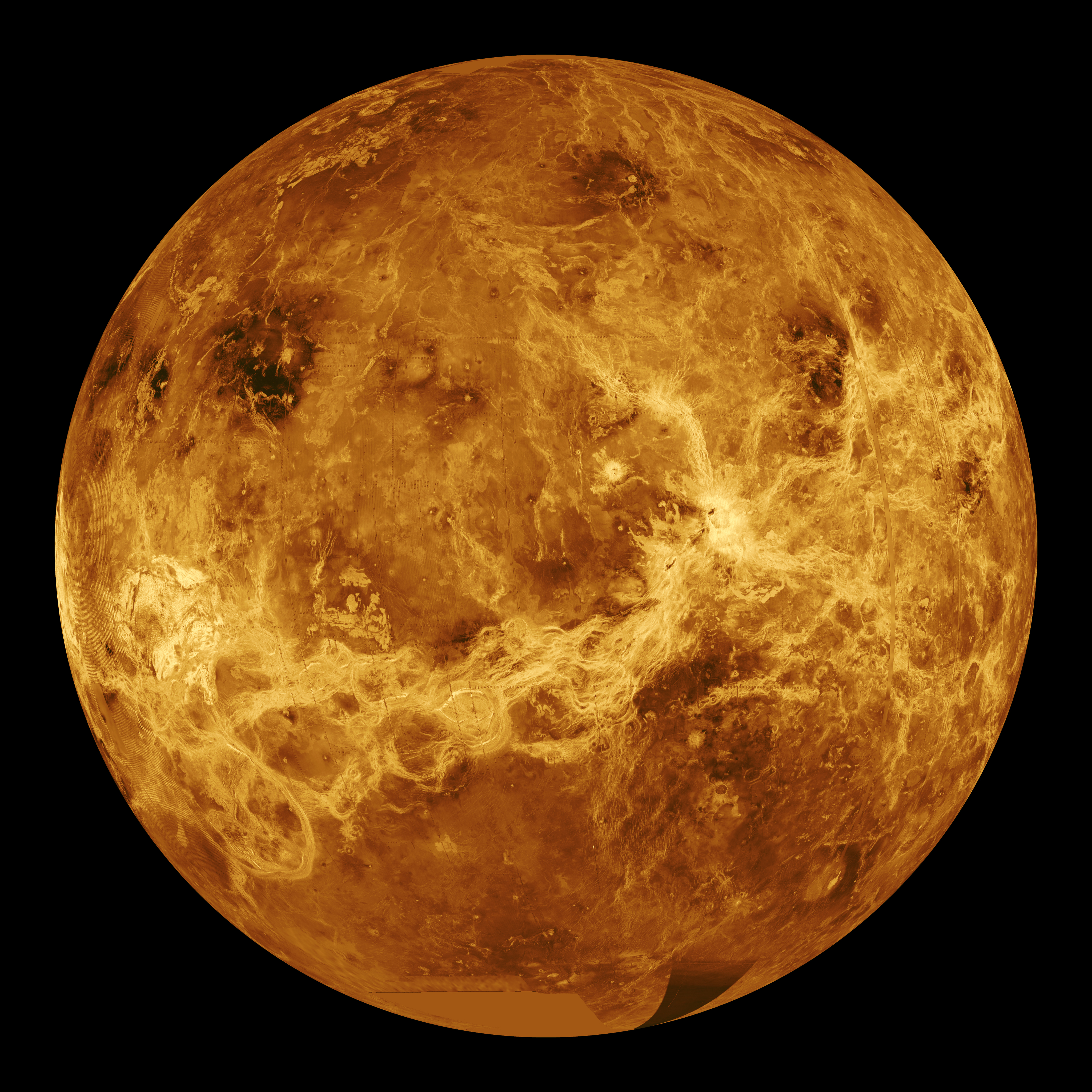